# Revue 88
Revue 88 byl nezávislý studentský samizdatový časopis vydávaný od roku 1987 do května 1989 v Brně. Jeho zakladatelům šlo o „vyplnění mezery“ v dobovém tisku, „jehož stagnaci, stejně jako stagnaci ostatních sdělovacích prostředků, podmiňuje stávající nezdravé klima v naší společnosti“. "Nezávislostí naší revue míníme právě nezávislost na jakémkoli uniformním vidění, strnulosti a z toho pramenící cenzuře, která nedovolí publikovat nic, co by se vymykalo oficiální šabloně."
Časopis fungoval nezávisle na oficiálních strukturách komunistického režimu, což bylo v té době nelegální a hrozilo trestní stíhání. Z hlediska obsahu se zaměřoval zejména na studentská, lidskoprávní, historická, umělecká, ekologická, náboženská a jiná kulturní témata. Informoval též o dobových událostech, např. o nesmyslném zákroku SNB proti brněnskému vysokoškolskému Topas Clubu, kde se v květnu 1988 konal rockový koncert. 
Redakční radou, která měla v prvním čísle osm členů, v posledním čísle pět členů, prošlo  postupně 14 studentů z několika brněnských vysokých škol. Hlavními hybateli byli studenti z Masarykovy univerzity (tehdy komunistickým režimem přejmenované na Univerzitu Jana Evangelisty Purkyně UJEP), konkrétně z Filozofické, Lékařské a Pedagogické fakulty, dále z Divadelní fakulty JAMU, ze Strojní fakulty VUT a z Vysoké školy zemědělské (dnešní Mendelova univerzita). Od prvopočátku se na koncepci, přípravách a redakční práci podílel Vladimír Vyskočil z lékařské fakulty, který byl zároveň spojkou mezi studenty a aktivisty Charty 77. Z bezpečnostních důvodu jej tudíž v deklarovaných redakcích prvních dvou čísel zastoupila jeho žena Lea. Dále redakci tvořili: Petr Fiala, Martin Pavelka, Roman Ráček, Jiří Voráč, a také Aleš Kučera, David Langar, Milan Noha, Petr Plch, Radovan Sedlínský, Petr Vítek, Lea Vyskočilová, Ivan Zálešák a Markéta Zettlová. Redakce byla vystavena nátlaku ze strany Státní bezpečnosti, vedení školy, orgánů KSČ a města Brna a nakonec i krajského prokurátora, který hrozil trestním stíháním pro pobuřování a podvracení republiky. 
Do Listopadu 1989 vyšla celkem čtyři čísla, která z taktických důvodů, aby zmátla cenzuru, nebyla jasně číslována: Zkušební číslo (30.5.1988), První řádné číslo (30.9.1988), Vánoční příloha (31.12.1988) a Májové číslo (30.5.1989).
Revue 88 patřila k desítce brněnských samizdatů, které v roce vyhlášení Dne samizdatu (2024) připomněla výstava v Moravské zemské knihovně (katalog výstavy).
Digitální kopie všech čtyř čísel jsou uloženy v archivu Libri Prohibiti v Ústavu pro soudobé dějiny Akademie věd a na této stránce :
|  |  |  |  |
|  |  |  |  |